# Omvärldsanalys
Omvärldsanalys är en analys av en organisations eller verksamhets utomstående verklighet (det vill säga omvärlden). Omvärldsanalys kan stå både för den analys som görs och för det arbete som leder fram till en färdig analys. Någon enhetlig och entydig definition av 'omvärldsanalys' som företeelse finns inte; 'omvärldsanalys' innebär i allmänhet en verksamhet som ytterst syftar till att utreda och undersöka externa processer för att skapa beslutsunderlag och situationsöverblick. Enkelt sammanfattat kan en omvärldsanalys sägas svara på frågan: Vilka processer och händelser äger rum i vår omvärld, och hur påverkar det våra/mina möjligheter att nå våra/mina mål? I samband med detta kan ett antal olika handlingsalternativ utarbetas, hypotetiska konsekvenser redovisas och rekommendationer göras. De beslut och ageranden som följer på en omvärldsanalys beskrivs ofta som en vald strategi, varför omvärldsanalys gärna relateras till strategiutveckling och mer övergripande beslut. Det hindrar dock inte att omvärldsanalys görs i alla typer av sammanhang där det strategiska inslaget är mindre.
Bland akademiska tidskrifter som fokuserar på ämnet hittar man International Journal of Intelligence and CounterIntelligence och Journal of Intelligence Studies in Business.

## Vanliga analytiska modeller inom näringslivet
Omvärldsanalysen är inte bunden till någon särskild modell, även om SWOT-modellen ofta används. Därutöver används ofta olika modeller för att kategorisera omvärlden, till exempel PEST-analys. Omvärldsanalys görs ofta i samband med olika scenarioarbeten då scenarierna skapas genom att identifiera trender i omvärlden och konstruera idéer om hur dessa trender kommer att utvecklas och påverka den verksamhet man intresserar sig för. Det som då skapar trender och förändringar betecknas drivkrafter. En viktig del av omvärldsanalysen är både att identifiera olika drivkrafter, men också fokusera mot de som upplevs som särskilt viktiga för organisationen. Vad som är viktigt beror dock på vilket perspektiv som anläggs och vilket intresse som ges företräde, varför en väl förankrad omvärldsanalys förutsätter att flera personer med olika perspektiv involveras i utarbetandet.

### SWOT
Huvudartikel: SWOT-analys
SWOT-analysen används för att identifiera styrkor, svagheter, hot och möjligheter hos och för en organisation i förhållande till en specifik situation. SWOT-analys kännetecknas av de första bokstäverna; S ("Strengths", styrkor), W ("Weaknesses", svagheter), O ("Opportunities", möjligheter) samt T ("Threats", hot).

### PEST
Huvudartikel: PEST-analys
På ett likartat sätt har analysmodellen PEST skapats. PEST står för Politik, Ekonomi, Sociala faktorer respektive Teknologi. STEEP (eller STEPE) är en utveckling av PEST där tillägget av ett extra E står för Environment, alltså Miljö. STEEP kan på detta sätt vara en mer dagsaktuell version av PEST, men båda modellerna lider av att det sociala området är alltför diffust och outvecklat. Drivkrafter som härrör från värderingsförskjutningar och andra typer av sociala rörelser kan därför lätt förbigås.
Den längre versionen PESTEL används också, där -EL står för Environment (med avseende på miljö) och Legal (lagstiftning). Det finns ytterligare varianter, t.ex. SPELIT där I står för "interkulturella faktorer".

### Porters femkraftsmodell
Huvudartikel: Porters femkraftsmodell
Porter's femkraftsmodell, på engelska Porter's five forces, är en modell utvecklad av Michael Porter som beskriver de krafter som påverkar marknadsdynamiken i en viss bransch. Modellen används för att beskriva och analysera hur kunders förhandlingsstyrka, leverantörers förhandlingsstyrka, produktsubstitut, konkurrens från nya aktörer, och konkurrens mellan befintliga aktörer påverkar dynamiken på en marknad.